# Edward Babcock
Edward Caleb Babcock (Cedar Rapids, 10 gennaio 1872 – Manteno, 28 giugno 1936) è stato un lottatore statunitense.
Partecipò alle gare di lotta dei pesi piuma ai Giochi olimpici di Saint Louis 1904, dove fu sconfitto ai quarti da Charles Clapper.